# Fritz Brand
Fritz Brand, nemški general, * 22. april 1889, Berlin, † 26. november 1967, Weilheim.